# 3 Feet High and Rising
3 Feet High and Rising är det inflytelserika debutalbumet av den amerikanska hiphop-trion De La Soul, som släpptes 1989. Albumet markerade det första av tre fullängds-samarbeten med producenten Prince Paul, som skulle bli den kritikermässiga och kommersiella höjdpunkten för båda parterna. 
Skivan är konsekvent placerad på 'bästa album'-listor av stora musikkritiker och publikationer. Robert Christgau kallade skivan "olik någon annan rapskiva du eller någon annan någonsin hört." 1998 valdes albumet till en av The Source Magazines 100 bästa rapalbum.
Som en både kritikermässig och kommersiell succé innehåller albumet gruppens mest kända låtar, som "Me Myself and I", "Buddy" och "Eye Know". Den 23 oktober 2001 gavs albumet ut igen med en extra skiva innehållande svårfunna B-sidor och alternativa versioner. Albumets titel är tagen från en rad i en låt av Johnny Cash vid namn "Five Feet High and Rising".

## Låtlista
1. "Intro" - 1:41
2. "The Magic Number" - 3:16
3. "Change in Speak" - 2:33
4. "Cool Breeze on the Rocks" - 0:47
5. "Can U Keep a Secret?" - 1:40
6. "Jenifa Taught Me (Derwin's Revenge)" - 3:25
7. "Ghetto Thang" - 3:35
8. "Transmitting Live from Mars" - 1:11
9. "Eye Know" - 4:13
10. "Take It Off" - 1:52
11. "A Little Bit of Soap" - 0:49
12. "Tread Water" - 3:52
13. "Potholes in My Lawn" - 3:50
14. "Say No Go" - 4:20
15. "Do as De La Does" - 2:06
16. "Plug Tunin' (Last Chance to Comprehend)" - 4:12
17. "De la Orgee" - 1:13
18. "Buddy" - 4:54
19. "Description" - 1:31
20. "Me, Myself and I" - 3:40
21. "This Is a Recording 4 Living in a Fulltime Era (L.I.F.E.)" - 3:19
22. "I Can Do Anything (Delacratic)" - 0:41
23. "D.A.I.S.Y. Age" - 4:42
24. "Plug Tunin' (Original 12 Version)" - 3:43